# Çorlu (stad)

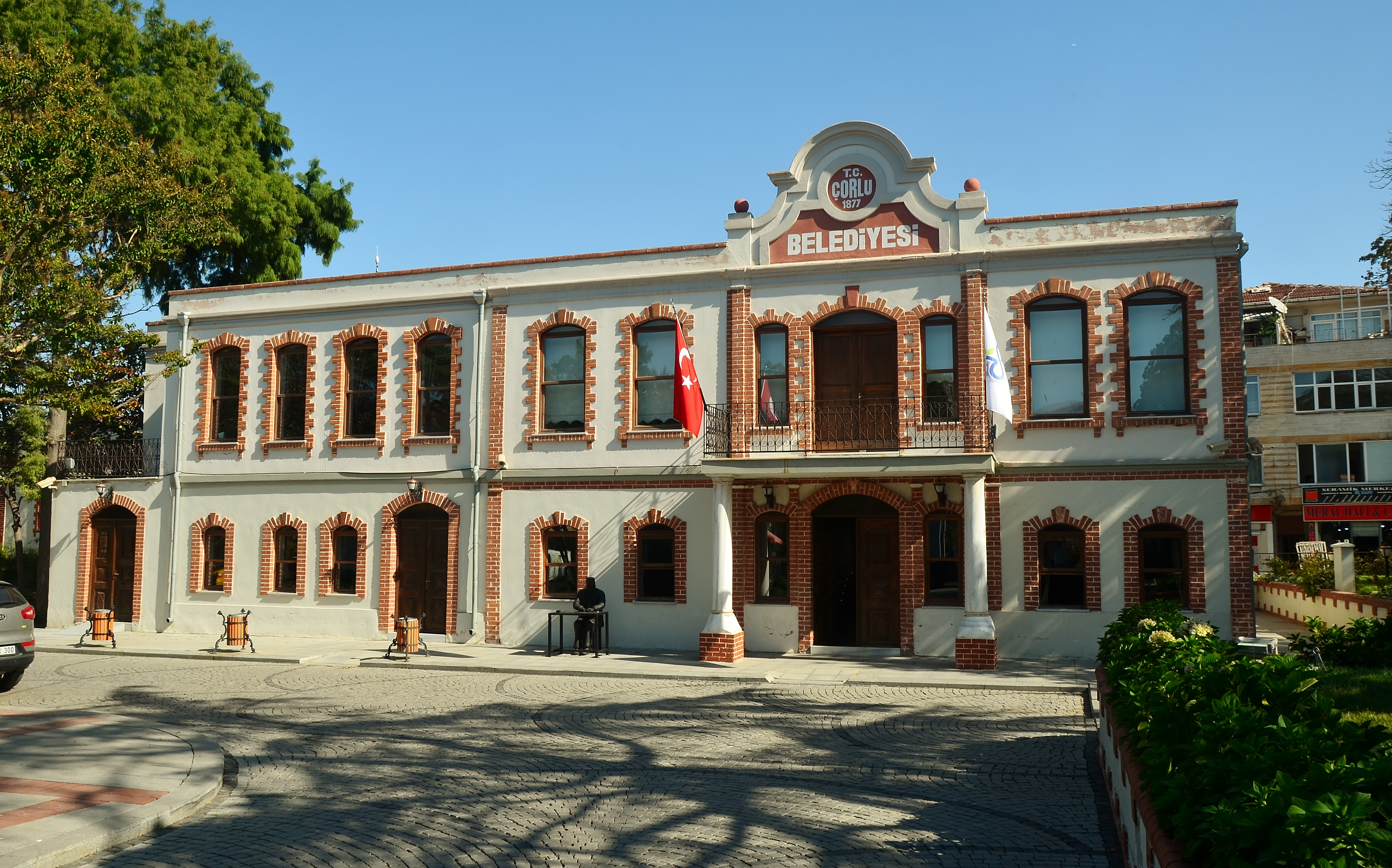
Gemeentehuis

Çorlu is een stad in het noordwesten van Turkije in Oost-Thracië in de provincie Tekirdağ. Het is een zich snel ontwikkelend industriecentrum aan de E80 van Istanbul naar de Griekse en Bulgaarse grens.
Tijdens de Byzantijnse periode heette de stad Tsouroulos.

## Bijzonderheden
Op 8 juli 2018 vond er een tragisch treinongeval bij Çorlu plaats met 24 doden en 318 gewonden.